# Гумниська (Золочівський район)
Гумни́ська — село в Україні, в Буській міській громаді Золочівського району Львівської області. Орган місцевого самоврядування — Буська міська рада. До 2021 року — центр Гумниської сільської ради, якій підпорядковувалися села Гумниська та Чучмани. Тепер ці села належать до Гумниського старостинського округу. Населення становить 455 осіб.

## Географія
Село Гумниська розташоване у північно-західній частині Буго-Стрийської рівнини. Близькість до транспортних шляхів — за 0,5 км від села проходить М06 Чоп — Стрий — Львів — Київ; за 63 км від обласного центру, 32 км від районного центру та 11 км від адміністративного центру міської громади. За 4 км розташована найближча залізнична станція Закомар'я. Через с. Гумниська протікає річка Солотвина, права притока Західного Бугу (басейн Вісли).

## Топоніми
Там, де тепер розташоване село, були «гумна» князів Буського князівства, тобто вони мали певні господарські споруди (двори), зокрема, хліви, стайні, стодоли, для зберігання господарських знарядь тощо. Саме від слова «гумна» і походить назва села.

## Населення
На 1 січня 1939 року в селі мешкало 1160 осіб, з них 1010 українців-греко-католиків, 95 українців-римокатоликів, 15 поляків, 25 євреїв, 15 німців.
За даними всеукраїнського перепису населення 2001 року у селі мешкало 455 осіб.
Мова
Розподіл населення за рідною мовою за даними перепису 2001 року був наступним:
| українська | 454 | 99,78 |
| російська  | 1   | 0,22  |

## Історія
Село Гумниська вперше згадується в історичних джерелах до 1476 року, тому саме цей рік вважається роком заснування села. Але є підстави вважати, що Гумниська існувало набагато раніше, тобто ще за часів Буського князівства. Землі, де розташовані Гумниська, з 1125 року входили до складу Белзького князівства, а пізніше — до складу Галицько-Волинського князівства. З 1340 року село перебувало у власності галицького боярина Дмитра Детька з Перемишля, у 1372—1378 роках — у власності Володислава Опольського. Від 1387 й до 1772 року Гумниська перебували у складі Речі Посполитої, а саме село перебувало у власності Яна Лесньовського.
Після першого поділу Речі Посполитої у 1772 році територія Руського воєводства відійшла до Габсбурзької монархії, від 1804 року — до Австрійська імперії. Тоді ж на історичних землях Королівства Руси та Руського воєводства утворений коронний край — Королівство Галичини та Володимирії, до якого увійшли й Гумниська. Від 1867 року Гумниська увійшли до складі Австро-Угорщини.
По закінченню 1838 року Львівської духовної семінарії до села Гумниська парафіяльним священиком був призначений о. Маркіян Шашкевич. Отець Маркіян почав сильно виступати проти пияцтва. Пробув Маркіян у селі близько трьох місяців, бо через жалюгідний стан плебанії з гнилою підлогою він 3 жовтня 1838 року писав у листі до консисторії з проханням про переведення в інше місце. До 200-ліття від дня народження отця Маркіяна Шашкевича громада села Гумниська встановила пам'ятний знак на місці, де стояв престол старої дерев'яної церкви.
У «Географічному словнику Королівства Польського та інших слов'янських теренів», виданому у 1882 році подається наступна інформація стосовно села: «Гумниська з Чучманами — села у Кам'янко-Струмилівському повіті, на 9,5 км віддалене від Буська. Чисельність населення складає 561 греко-католик, парафія розташована в селі та належить до Олеського деканату Львівської дієцезії, до складу якої входить дочірня парафія у селі Вербляни з 658 греко-католиками; а також 35 римокатоликів, які належали до парафії у Буську. Школа філіальна, що належить до шкільної окружної ради у Сокалі. Кредитна каса з капіталом у 189 злотих. Більшу власність має граф Генрик Мієр».
У 1920—1939 роках село Гумниська перебувало у складі Польської республіки. У 1931 році збудована школа. У 1932 році почала працювати хата-читальня товариства «Просвіта». Багатолітнім головою місцевого осередку товариства «Просвіта» у міжвоєнний період був о. Василь Матвієйко, скарбником — Григорій Романишин.
У вересні 1939 року село зайняте Червоною армією. Того ж, 1939 року, в Гумниську створили колгосп імені Ворошилова, до якого увійшли 16 найбідніших дворів. 1941 року село зайняли німецькі війська. Почався тривалий та важкий період німецької окупації, який тривав до 22 липня 1944 року. Після звільнення села радянськими військами від німецької окупації почалася відбудова господарства. У 1949 році створено колгосп імені Калініна з центральною садибою в селі Гумниська. Господарство спеціалізувалося на вирощуванні зернових та технічних (переважно цукрового буряка) культур, а також м'ясо-молочному тваринництві. Діяли восьмирічна школа, бібліотека, клуб.
2002 року у селі була збудована нова школа. У 2010 році заснований Благодійний Фонд підтримки і розвитку громади с. Гумниська «Відродження». Цього ж року за кошти Європейського Союзу та Програми розвитку Організації Об'єднаних Націй, Буської районної ради, Буської районної державної адміністрації та Благодійного Фонду здійснено проєкт громади «Енергозберігаючі заходи в школі с. Гумниська».

## Археологічні розвідки
Поблизу Гумниська виявлено залишки поселень кам'яної доби (кінець III тисячоліття до н. е.). На березі річки Солотвина на околиці села Гумниська виявлено поселення культури шнурової кераміки. В урочищі Копане, між селами Гумниська та Чучмани на дюні виявлено давньоруське селище XI–XIII століть.

## Сакральні споруди

### Церква святого Архистратига Михаїла з дзвіницею
Перша письмова згадка про місцеву дерев'яну церкву датується до 1724 року. У 1832 році парафіяльним священиком був о. Михайло Балтарович, а сама парафія налічувала 344 вірних. У червні—вересні 1838 року у церкві правив отець Маркіян Шашкевич, відомий український письменник, поет-зачинатель нової української літератури в Галичині. Влітку 1916 року будівля частково постраждала від пожежі і протягом наступного року була відновлена. Церква не могла вмістити усіх парафіян, враховуючи зростання населення навколишніх сіл, які належали до парафії села Гумниська, зокрема, село Чучмани-Гумниські, які і дотепер належать до парафії села Гумниська.
У 1924 році розпочали збір коштів серед парафіян для спорудження нової дерев'яної церкви за проєктом архітектора Лева Левинського у північній частині села. Новозбудований храм відкрили 21 листопада 1926 року та посвятили на честь святого Архистратига Михаїла. Це хрещата в плані, семиверха дерев'яна церква. До квадратової в плані нави з півночі та півдня прилягають вужчі гранчасті бічні рамена, зі сходу — аналогічний вівтар з прибудованими по обидва боки ризницями, а з заходу — також вужчий бабинець з прибудованим маленьким присінком. Церква оточена піддашшям, яке навколо бабинця переходить в аркову опасання-галерею на дерев'яних фігурних колонах. Стіни підопасання — фарбовані бруси зрубу, надопасання — вертикально шальовані дошками та лиштвами. Вікна у стінах будівлі різних форм: прямокутні, півкруглі, аркові, круглі. Високий світловий восьмерик на середхресті нави вкритий великою шоломовою банею з ліхтарем та маківкою. Трисхилий дах бабинця на низькому світловому восьмерику завершує приплюснена баня з маківкою. У чотирьох кутах нави влаштовані чотири квадратові вежі, на які поставлені високі восьмерики, завершені маленькими банями з ліхтарями і маківками. Гребінь багатосхилого даху вівтаря має на нижчому восьмерику також вінчає маленька баня з ліхтарем та маківкою. На схід від церкви розташована дерев'яна двоярусна дзвіниця, збудована також у 1926 році та накрита пірамідальним наметовим дахом.
Парафіяльним священиком у 1928—1939 роках був о. Василь Матвієйко, а покровителькою церкви була Аліція архикнягиня Габсбург з Живця. До 1946 року церква святого Архистратига Михаїла належала греко-католицькій громаді села. Парохом був о. Богдан Ковальський. У 1946 році за рішеннями львівського псевдособору УГКЦ було поступово ліквідовано греко-католицьку церкву та перехід духівництва під юрисдикцію Московської патріархії РПЦ. Так, аби зберегти церкву та парафію о. Богдан змушений «підписати православ'я». В часі Великого посту о. Богдан підпільно запрошував о. Василя Вороновського для сповіді вірних і сповідався сам, про що засвідчив о. Василь. Парафія села Гумниська до 1979 року жила духом греко-католицької громади, хоча реєстрована була як православна. У 1979—1982 роках на парафії служив о. Мирослав, а від 1982 року — о. Йосиф Гриндин (від 1992 року — Українська православна церква Київського патріархату). 
Підпільну діяльність у 1980—1991 роках на парафії провадив о. Василій (Вороновський). Сповідь вірних, відправи Святих Літургій, проповіді відбувалися в помешканнях родин Морозів та Когутів. У 1991 році офіційно була зареєстрована греко-католицька громада. Парохами були, у 1991—1997 роках — о. Роман Гаранджа, у 1997—1998 роках — о. Андрій Дикий, від 1998 року — о. Тарас Мазурик. На парафії проводиться катехизація дітей та молоді. Парафіяни села беруть активну участь у відзначенні державних та національних свят.
У 1999 році церкву відвідав Святійший Патріарх Української православної церкви Київського патріархату Філарет. 5 березня 2010 року у Львівській картинній галереї відбулася презентація відновленого іконостасу церкви. Іконостас був переданий у галерею на початку 1990-х років та зберігався у фондосховищах Олеського замку. Реставрація іконостасу проводилася упродовж 2008—2009 років у Львівському філіалі Національного науково-дослідного реставраційного центру України. Нині церква святого Архістратига Михайла перебуває у користуванні громад УГКЦ та ПЦУ.

### Капличка Преображення Господнього
1996 року у селі Гумниська, на кошти меценатів та жертводавців, збудована капличка Преображення Господнього. 19 серпня 2006 року Архиєрейську Літургію з нагоди святкування десятиліття каплички очолив єпископ Самбірсько-Дрогобицький Української греко-католицької церкви о. Юліан (Вороновський), який народився у селі Гумниська. Каплицю прикрашають ікони Хресної дороги, мальовані у 2006 році художницею Романою Федорів.

## Меморіали, пам'ятники
- пам'ятний знак Маркіянові Шашкевичу, встановлений у 2011 році з нагоди 200-ої річниці з Дня народження о. Маркіяна Шашкевича, на місці, де стояв престол старої дерев'яної церкви, в якій у 1838 році правив о. Маркіян[14]. Пам'ятний знак виготовлений з каменю та являє собою престол, на якому розгорнута Біблія, а над престолом височіє зображення церкви і портрет талановитого поета, патріота та гуманіста Маркіяна Шашкевича[25].
- Пам'ятник на честь проголошення Незалежності України, встановлений у 1991 році при в'їзді в село[10];
- Символічна могила в пам'ять про загиблих односельців у боротьбі за волю України[10].

## Відомі люди
- о. Василій Вороновський — священник УГКЦ, монах-студит.
- Вороновський Василь Леонтійович — український військовик, громадський діяч, просвітянин, краєзнавець, сотник УГА. Активний діяч товариства «Просвіта».
- о. Юліан-Юрій Вороновський — єпископ Української греко-католицької церкви.
- Вороновський Ярослав Пилипович (нар. 4 вересня 1921, с. Гумниська) — вояк УПА. Вчитель трудового навчання у Гумниській школі у 1957—1960 роках[11].
- Івашків Василь Михайлович (1971, с. Гумниська — 29 червня 2023, Волноваський район, Донецька область) — український військовик, учасник російсько-української війни, старший лейтенант, заступник командира роти морської піхоти з озброєння[26].
- Гіацинт Олесинський — львівський художник-портретист та монументаліст середини XVIII століття.
- Маркіян Шашкевич — український письменник, поет-зачинатель нової української літератури в Галичині. Правив у місцевій церкві протягом червня—вересня 1838 року[23].

## Соціальна сфера

### Освіта
Навчати грамоти в селі почали після третього поділу Польщі. Найважливіше те, що був запроваджений шкільний примус. Першим, хто навчав дітей писати і читати був виходець з сусіднього села Чучмани, син Луки — Кусий. Тоді була двокласна школа, навчальний процес в якійпроходив взимку, бо улітку усі працювали на полі, а мовою викладання була староцерковнослов'янська мова. Пізніше його змінив інший вчитель — Соболта, який перед тим навчав дітей грамоті у селі Яблунівка. Учні Соболти стали підофіцерами австрійської армії та служили при піхоті, кінноті, артилерії. Після смерті Соболти молодь навчав Лада-Осип Подоляк. Найбільший внесок у культурно-освітнє життя села вклав вчитель Степан Калиневич. Він заснував хор, що співав відомі «Вечорниці» Петра Ніщинського. З хором виступав в інших селах та у повітовому місті Кам'янка-Струмилова. 
Під керівництвом Віктора Езерського у селі заснували читальню «Просвіти». При ній була бібліотека, молодь читала «Енеїду» І. Котляревського, «За сестрою» А. Чайковського тощо. При читальні заснували аматорський гурток, що ставив справжні «Сватання на Гончарівці», «Назар Стодоля». У 1931 році збудована одноповерхова будівля школи, першим директором якої був Степан Калиневич. Він керував школою до 1945 року і вніс значний вклад у розвиток освіти на селі.
У 2002 році у селі була збудована нова школа, розрахована на 106 учнів, директором якої стала Васильців Оксана Ізидорівна. З 2012 року посаду директора обіймає Барда Лариса Ярославівна. У приміщенні старої школи навчаються учні молодших класів, а в новій — 5-9 класів. Нині Гумниський заклад загальної середньої освіти I—II ступенів Буської міської ради підпорядкований Відділу освіти, культури, молоді та спорту Буської міської ради Золочівського району Львівської області. У школі працює п'ять класів, де навчається 36 учнів. Також в селі діє початкова школа.

### Медицина
В селі працює фельдшерсько-акушерський пункт, збудований у 1990 році.

### Культура
В селі працює Народний дім. Будівля нинішнього Народного дому збудована у 1932 році збудована та почала працювати хата-читальня товариства «Просвіта».